# Robert Abshagen
Robert Abshagen (12. januar 1911 i Hamborg – 10. juli 1944) var en tysk kommunist og modstandsmand mod nationalsocialismen. Han blev medlem af det tyske kommunistparti i 1933.
Han blev dømt til døden af Volksgerichtshof og halshugget i Hamborg den 10. juli 1944. Hans urne blev begravet på Friedhof Ohlsdorf i 1946.

## Ekstern henvisning
- Die Bästlein-Jacobs-Absagen Gruppe – Ein Beispiel des kommunistischen Widerstands in Hamburg im „Dritten Reich“, von der Hamburger Historikerin Kathleen Marowsky (tysk)